# Новонаводницький провулок
Новонаводни́цький прову́лок — провулок у Печерському районі міста Києва, місцевість Звіринець. Пролягає від Лаврської вулиці до тупика.

## Історія
Провулок виник у середині XX століття. Сучасна назва — з 1958 року, походить від зниклої Новонаводницької вулиці, яка стала частиною Лаврської вулиці.